# الشركة السعودية لتقنية المعلومات
الشركة السعودية لتقنية المعلومات (بالإنجليزية: Saudi Information Technology Company)‏ يرمز الاختصار إلى سايت (SITE)، هي شركة وطنية وأحد المشاريع الكبرى المملوكة بالكامل لصندوق الاستثمارات العامة في المملكة العربية السعودية، تم تأسيسها عام 2017 بهدف توفير الخدمات والحلول الرقمية والسيبرانية بكوادر وطنية بهدف تعزيز المساهمة في إثراء المحتوى المحلي.

## صندوق الاستثمارات العامة
صندوق الاستثمارات العامة هو صندوق الثروة السيادية للمملكة العربية السعودية، تأسس سنة 1971م، ويعتبر من بين أكبر صناديق الثروة السيادية في العالم، إذ يحتل المركز السابع بإجمالي أصول تقدر بـ 430 مليار دولار. ويختص بتمويل المشاريع ذات القيمة الاستراتيجية للاقتصاد الوطني السعودي. تهدف المملكة العربية السعودية إلى تحويل صندوق الاستثمارات العامة إلى واحد من أكبر الصناديق السيادية على مستوى العالم وذلك بالعمل على بناء محفظة استثمارية متنوعة ورائدة من خلال الاستثمار في الفرص الاستثمارية الجذابة على الصعيدين المحلي والدولي. في عام 2020، عمل صندوق الاستثمارات العامة على إدارة أصول بقيمة 400 مليار دولار. ولدى الصندوق محفظة تتكون من حوالي 200 استثمار، منها حوالي 20 استثمار مدرجة في السوق المالية السعودية.

## الأهداف الاستراتيجية

### التحول الرقمي الآمن
من خلال تطور التكنولوجيا بما يتماشى مع برامج التحول الرقمي الآمن لدعم عملية التحول الآمن للصناعات المختلفة مثل الصحة الرقمية والمدن الذكية والتعليم الإلكتروني والتجارة الإلكترونية والثورة الصناعية والسياحة والثقافة الرقمية والحكومة الرقمية، للمساهمة في بناء بيئة آمنة لمستقبل رقمي آمن.

### إثراء المحتوى المحلي
من خلال المساهمة في بناء صناعة رقمية محلية متكاملة، وتوفير الأمن السيبراني والحلول الرقمية وتأمين البنية التحتية الحيوية وإنشاء نظام بيئي رقمي محلي موثوق وآمن.

### دعم رؤية 2030
من خلال توفير بيئة آمنة تلائم المستقبل الرقمي للمملكة العربية السعودية.

## منتجات الشركة
1. سايت بوستال (SITE Postal)[7]، نظام المراسلات الإدارية هو نظام لأتمتة المراسلات يتوافق مع معايير ومواصفات المراسلات في المملكة العربية السعودية ويتلاءم مع إجراءات المنشأة الداخلية. وقد صُمم النظام لتسهيل تبادل المراسلات بين الموظفين بطريقة آمنة لرفع مستوى المهنية وتحسين الأداء.
2. سايت إنفورم (SITE Inform)[7]، هي منصة الإبلاغ عن المخالفات التي تمكّن الموظفين وأصحاب المصلحة المعنيين الإبلاغ بسرية تامة عن أي ممارسات غير قانونية أو لا أخلاقية داخل المنشأة.
3. سايت انسبكت (SITE Inspect)[7]، هي منصة إلكترونية لفحص الملفات الضارة وتحليل الملفات وعناوين الإنترنت (URLs) والكشف عن أي برمجيات ضارة تحتويها. تضم المنصة مجموعة متنوعة من التقنيات التي تحاكي بيئات التحليل المختلفة، لإعطاء نتائج أكثر دقة، وتقديم تقارير لتحليل البرمجيات الضارة تمكن المستخدم من التحقق من آمان الملف أو عنوان الإنترنت قبل فتحه.
4. سايت ديتيكت (SITE Detect)[7]، منصة لاكتشاف الثغرات و إدارتها، تمكن المنظمات من رفع مستوى الأمان والتصدي للهجمات السيبرانية من خلال عمليات فحص مؤتمتة بنتائج عالية الدقة.
5. سايت سبكترم (SITE Spectrum)[7]، منصة لتقييم وتحسين أداء النضج السيبراني لدى الجهات، من خلال تبني ضوابط ومعايير الأمن السيبراني المحلية والعالمية حيث تمكّن الفرق من العمل التشاركي لتحقيق المستويات المستهدفة من الأمن السيبراني.

## وصلات خارجيَّة
- الموقع الرسمي
- موقع سعودي نت
- موقع هيئة الاتصالات وتقنية المعلومات